# Duxbury (Massachusetts)
Duxbury – miasto w Stanach Zjednoczonych, w stanie Massachusetts, w hrabstwie Plymouth.